# 次生鹽漬化
次生鹽漬化（英語：secondary salinization）是由於不合理的灌溉措施而引起的耕地鹽漬化，主要發生在蒸發作用強烈的乾旱和半乾旱地區。當因渠系滲漏和不合理灌溉使地下水水位過度升高，通過毛細作用上升至地表附近蒸發時，就會使土壤和地下水中所含鹽分積聚於土壤表層，形成次生鹽漬化。加強給排水管理、進行渠道防滲、採用節水灌溉技術是防治次生鹽漬化的主要方法。